# Cymodoceaceae
Cymodoceaceae é uma família de plantas pertencente à ordem Alismatales.

## Géneros
Estão descritos seis géneros:
- Amphibolis C.Agardh
- Cymodocea K.D.Koenig
- Halodule Endl.
- Oceana Byng & Christenh.
- Syringodium Kütz.
- Thalassodendron Hartog